# فریبا وفی
فریبا وَفی (زادهٔ ۱ بهمن ۱۳۴۱ در تبریز) رمان‌نویس و نویسنده داستان کوتاه ایرانی است. رمان‌های پرندهٔ من و رؤیای تبت از آثار او، برندهٔ چند جایزهٔ ادبی معتبر در ایران شده‌اند.

داستان‌هایی از فریبا وَفی به زبان‌های روسی، سوئدی، عربی، ترکی، ژاپنی، انگلیسی و آلمانی ترجمه شده‌است.

## زندگی
فریبا وفی در اول بهمن ماه سال ۱۳۴۱ در تبریز به دنیا آمد. از نوجوانی به داستان‌نویسی علاقه‌مند بود و چند داستان کوتاه‌اش در گاه‌نامه‌های ادبی، آدینه، دنیای سخن، چیستا، مجله زنان منتشر شد.
اولین داستان جدی خود را با نام «راحت شدی پدر» در سال ۱۳۶۷ در مجله آدینه چاپ کرد. به گفته خود وی، هنوز جرئت نکرده بود نام کامل خود را در پای داستانش بنویسد. وفی این داستان را «خودجوش‌ترین» داستانش می‌داند.

نخستین مجموعهٔ داستان‌های کوتاه او به نام «در عمق صحنه» در سال ۱۳۷۵ منتشر شد و دومین مجموعه، با نام «حتی وقتی می‌خندیم» در سال ۱۳۷۸ چاپ شد و در سال ۲۰۲۰ به ارمنی ترجمه شده است.
نخستین رمان او «پرنده من» در سال ۱۳۸۱ منتشر شد که مورد استقبال منتقدان قرار گرفت. این کتاب برنده جایزه بهترین رمان سال ۱۳۸۱، جایزه سومین دوره جایزه هوشنگ گلشیری و جایزه دومین دوره جایزه ادبی یلدا شد و از سوی بنیاد جایزه ادبی مهرگان و جایزه ادبی اصفهان مورد تقدیر واقع گشت. هم‌چنین این کتاب به زبان‌های انگلیسی، ایتالیایی، آلمانی و کردی سورانی ، ترکی استانبولی و ارمنی ترجمه شده‌است و تاکنون به چاپ بیست و یکم رسیده‌است. 

رمان سوم او «رؤیای تبت» که در سال ۱۳۸۴ منتشر شد و چندین جایزه از جمله جایزه بهترین رمان هوشنگ گلشیری و مهرگان ادب را دریافت کرد و تاکنون به چاپ سیزدهم رسیده‌است. همچنین رمان «رازی در کوچه‌ها» به زبان نروژی و فرانسه ترجمه شده‌است
داستان‌های کوتاهی از فریبا وفی به زبان‌های انگلیسی، ژاپنی، روسی، عربی، ترکی … ترجمه شده‌است. آخرین رمان فریبا وفی «بعد از پایان» و آخرین مجموعه داستان او «بی‌باد، بی‌پارو» نام دارد.
فریبا وفی دیوان اشعار پروین اعتصامی را به نثر برای نوجوانان بازنویسی کرده‌است.